# Acraea msamwiae
Acraea msamwiae är en fjärilsart som beskrevs av Embrik Strand 1911. Acraea msamwiae ingår i släktet Acraea och familjen praktfjärilar. Inga underarter finns listade i Catalogue of Life.